# Departament (Francja)

Departamenty we Francji

Departamenty w 1812

Departamenty regionu Île-de-France, które powstały w roku 1964

Departament (fr. département) – jednostka podziału administracyjnego Francji, której odpowiednikiem mógłby być powiat w Polsce, aczkolwiek rola departamentu w systemie administracyjnym jest o wiele bardziej znacząca. Na czele administracji departamentu stoi prefekt, reprezentant władzy centralnej, oraz rada generalna (conseil général) wybierana w głosowaniu powszechnym i bezpośrednim. Departamenty dzielą się na mniejsze okręgi arrondissement, na czele których stoją podprefekci. W latach 70. departamenty zostały połączone w większe zgrupowania – regiony – które obejmują od 2 do 8 departamentów.
Podział na departamenty został wprowadzony we Francji na wniosek Emmanuela Sieyèsa dekretem z 14 grudnia 1789 r. na miejsce dotychczasowych prowincji. Działanie to było wyrazem chęci zniszczenia struktur państwowych poprzedniego ustroju. Mimo to niektóre granice departamentalne biegną w tych samych miejscach, co dawne granice prowincji.
Departamenty były wydzielone w sposób sztuczny, tak aby były mniej więcej równe pod względem powierzchni i zaludnienia.
Zasadniczym kryterium rozstrzygającym o kształcie terytorialnym nowej jednostki był tu przeciętny zasięg marszu pieszego. Obszar departamentu musiał pozwalać na dotarcie od jego granic do stolicy departamentu, i z powrotem, pieszo w ciągu jednego dnia.
Początkowo było ich 83, ale w wyniku zmian granic, przyłączenia kilku terytoriów, liczba departamentów wzrastała. W okresie największych podbojów francuskich na kontynencie europejskim istniało 140 departamentów. Za restauracji było ich już tylko 86, po zjednoczeniu Włoch – 89, a po wojnie francusko-pruskiej 1870–1871 – 86. W latach 60. podzielono gęsto zaludnione departamenty w regionie paryskim. Pewne zmiany zaszły także na Korsyce. Obecnie Francja metropolitarna podzielona jest na 96 departamentów. Ponadto istnieje 5 departamentów zamorskich.
Powierzchnia departamentów waha się między 4 a 8 tys. km². Jedynie w aglomeracji paryskiej są one mniejsze – najmniejszy departament o powierzchni 105 km² obejmuje miasto Paryż, przy czym jest to 2. pod względem liczby ludności departament po departamencie Nord. Liczba ludności tej jednostki waha się od 75 tys. (Lozère) do 2,5 mln (Nord) mieszkańców.
Nazwy departamentów wywodzą się od cech geograficznych regionu – najczęściej są to nazwy rzek, które przez niego przepływają (Loire, Gironde, Dordogne), nazwy pasm górskich (Vosges, Jura, Alpes-Maritimes) lub nazwy szczytów (Puy-de-Dôme). Niekiedy zawarte są także określenia położenia, np. haut (‘górny’), bas (‘dolny’), maritime (‘nadmorski’). Nazwy te celowo nie nawiązują do nazw krain historycznych, tak by nie nawiązywały do nazw sprzed rewolucji.
Ponadto każdy departament oznaczony jest dwucyfrowym numerem, zgodnie z ich kolejnością alfabetyczną (określniki położenia nie były brane pod uwagę). Wyjątkiem są departamenty regionu Île-de-France, które powstały w roku 1964, o numerach od 91 do 95, oraz departament Territoire-de-Belfort – nr 90. Także dwóm departamentom na Korsyce, które powstały w 1975 r. po podziale departamentu Corse (nr 20), nadano nowe numery: 2A (Corse-du-Sud) i 2B (Haute-Corse). Numery departamentów pojawiają się także w kodzie pocztowym (pierwsze dwie cyfry, np. 42100 Saint-Étienne – departament nr 42 Loire) oraz na tablicach rejestracyjnych (ostatnie dwie cyfry).
Od czasu reformy tablic rejestracyjnych (planowano zniesienie pozycji numer departamentu, ale lokalni politycy byli przeciw), numer departamentu niekoniecznie oznacza departament rejestracji czy zamieszkania posiadacza pojazdu. Posiadacz pojazdu ma prawo jego swobodnego wyboru.